# Present Arms
Present Arms è il secondo album in studio del gruppo musicale britannico UB40, pubblicato nel 1981.

## Tracce
Side 1
1. Present Arms – 4:08
2. Sardonicus – 4:29
3. Don't Let It Pass You By – 7:45
4. Wildcat – 3:04

Side 2
1. One in Ten – 4:32
2. Don't Slow Down – 4:28
3. Silent Witness – 4:15
4. Lamb's Bread – 4:48

## Formazione
- Astro – tromba, voce
- Jimmy Brown – batteria, voce
- Ali Campbell – voce, chitarra
- Robin Campbell – voce, chitarra
- Earl Falconer – basso
- Norman Hassan – percussioni, trombone
- Brian Travers – sassofono
- Michael Virtue – tastiera